# 알 어니스트 가르시아

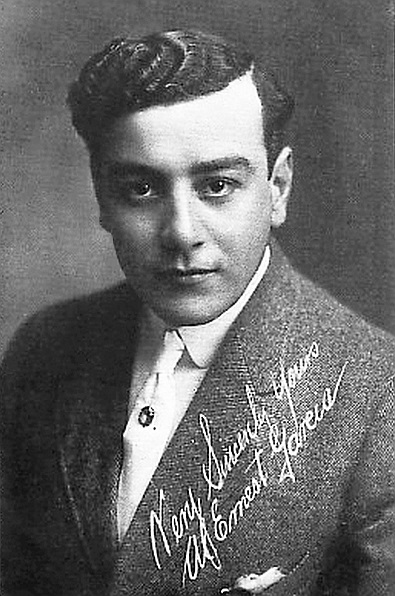

알 어니스트 가르시아(Al Ernest Garcia, 본명: Allan Ernest Garcia, 1887년 3월 11일 ~ 1938년 8월 4일)는 미국의 배우이자 캐스팅 감독이다. 찰리 채플린과 함께 오랜 시간 협업한 것으로 유명하다.

## 참여 작품

### 1920년대
- 유한 계급 (영화)
- 봉급날
- 황금광시대
- 서커스 (1928년 영화)

### 1930년대
- 시티 라이트
- 원 웨이 패시즈
- 모던 타임스 (영화)